# Tetraibidion sahlbergi
Tetraibidion sahlbergi là một loài bọ cánh cứng trong họ Cerambycidae.